# Reuilly (AOC)
Pour les articles homonymes, voir Reuilly.
Le reuilly est un vin d'appellation d'origine contrôlée produit autour de Reuilly, dans l'Indre et le Cher, en Centre-Val de Loire (France).
La superficie de production est de 274 hectares en 2018 avec comme cépage le sauvignon B (vin blanc), le pinot noir N (vins rouge et rosé) et le pinot gris G (vin rosé).

## Histoire

### Moyen Âge
Le vignoble de Reuilly remonterait au début du VIIe siècle. Dagobert fit don de Reuilly (vignes, champs et prairies) aux moines de l'abbaye de Saint-Denis. Une charte relative à la vente des vins de Reuilly a été éditée par le Duc de Berry (Jean de Berry) en 1365.

### Période contemporaine
La crise du phylloxera touche durement le vignoble à la fin du XIXe siècle. Création de cette AOC, le 9 septembre 1937 pour les vins blancs. Depuis 1953, une Foire aux Vins a lieu chaque année à Pâques pour cette appellation. Le 24 août 1961, les vins rouges et rosés sont reconnus en AOC. Apparition de l'enjambeur dans les années 1960-1970 qui remplace le cheval. Les techniques en viticulture et œnologie ont bien évolué depuis ces années (vendange en vert, table de triage, cuve en inox, pressoir électrique puis pneumatique, etc.).

## Étymologie
Le nom de Reuilly vient de Rulliacus, dérivé de Rullius, nom d'un chef de famille ayant donné son nom à une villa gallo-romaine sous l'antiquité. Un village se forma à l'époque des invasions barbares.

## Situation géographique

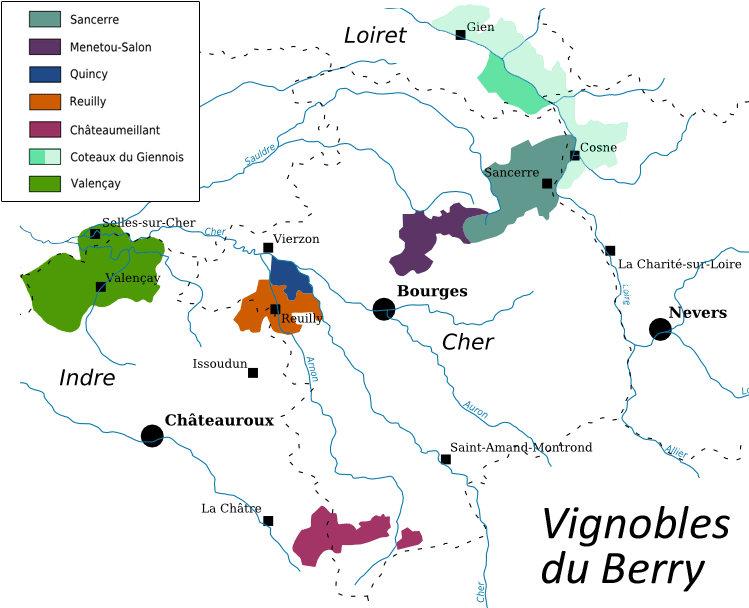
Les vignobles du Berry.

Appellation située sur sept communes et deux départements (Indre et Cher).

### Département de l'Indre
| Nom     | Code Insee | Intercommunalité      | Superficie (km2) | Population (dernière pop. légale) | Densité (hab./km2) |
| ------- | ---------- | --------------------- | ---------------- | --------------------------------- | ------------------ |
| Diou    | 36065      | CC du Pays d'Issoudun | 16,39            | 259 (2022)                        | 16                 |
| Reuilly | 36171      | CC du Pays d'Issoudun | 25,8             | 2 009 (2022)                      | 78                 |

### Département du Cher
| Nom            | Code Insee | Intercommunalité | Superficie (km2) | Population (dernière pop. légale) | Densité (hab./km2) |
| -------------- | ---------- | ---------------- | ---------------- | --------------------------------- | ------------------ |
| Cerbois        | 18044      | CC Cœur de Berry | 18,45            | 398 (2022)                        | 22                 |
| Chéry          | 18064      | CC Cœur de Berry | 13,54            | 225 (2022)                        | 17                 |
| Lazenay        | 18124      | CC Cœur de Berry | 30,74            | 282 (2022)                        | 9,2                |
| Lury-sur-Arnon | 18134      | CC Cœur de Berry | 13,84            | 662 (2022)                        | 48                 |
| Preuilly       | 18186      | CC Cœur de Berry | 14,94            | 473 (2022)                        | 32                 |

### Géologie et orographie
Les sols sont sablo-graveleux et argilo-calcaires (avec des marnes kimméridgiennes).

### Climatologie
C'est un climat tempéré d'influence océanique dégradé.
Pour la commune de Bourges (alt. 161 m), car Reuilly est situé à côté, les valeurs climatiques de 1961 à 1990 sont :
| Mois                              | jan. | fév. | mars | avril | mai  | juin | jui. | août | sep. | oct. | nov. | déc. | année |
| --------------------------------- | ---- | ---- | ---- | ----- | ---- | ---- | ---- | ---- | ---- | ---- | ---- | ---- | ----- |
| Température minimale moyenne (°C) | 0,5  | 1,2  | 2,7  | 5     | 8,3  | 11,3 | 13,3 | 13   | 10,8 | 7,6  | 3,5  | 1,1  | 6,5   |
| Température moyenne (°C)          | 3,3  | 4,7  | 7    | 9,8   | 13,3 | 16,7 | 19,2 | 18,8 | 16,3 | 12,1 | 6,8  | 4    | 11    |
| Température maximale moyenne (°C) | 6,2  | 8,2  | 11,3 | 14,6  | 18,4 | 22   | 25,2 | 24,5 | 21,8 | 16,7 | 10,2 | 6,8  | 15,5  |
| Précipitations (mm)               | 60,5 | 58,7 | 60,1 | 51,7  | 80,8 | 56,9 | 51,8 | 59,4 | 61,2 | 59   | 59,4 | 63,1 | 722,5 |

## Vignoble

### Présentation
Le vignoble de Reuilly s'étend sur environ 168 hectares pour une production annuelle d'environ 10 500 hectolitres. L'AOC, reconnue par décret le 9 septembre 1937, pour les vins blancs (issus du sauvignon B) et le 24 août 1961, pour les vins rouges et rosés (issus du pinot noir N et du pinot gris G), est sous tutelle du Comité régional vins et eaux-de-vie du Val de Loire, au sein de l'INAO.
En 2011, le vignoble s'étend sur 209 hectares pour une production annuelle d'environ 10 900 hectolitres.
En 2017, le vignoble s'étend sur 259 hectares pour une production annuelle d'environ 11 631 hectolitres.
En 2018, le vignoble s'étend sur 274 hectares pour une production annuelle d'environ 16 244 hectolitres.

### Encépagement
- Les vins blancs sont issus du seul cépage « sauvignon B ».
- Les vins rouges sont issus du seul cépage « pinot noir N ».
- Les vins rosés sont issus des cépages « pinot gris G » seul ou « pinot noir N » seul ou assemblage des deux cépages.

### Méthodes culturales

#### Travail manuel
Ce travail commence par la taille. Le tirage des sarments suit la taille. Les sarments sont enlevés et peuvent être brûlés ou mis au milieu du rang pour être broyés. On passe ensuite aux réparations. Éventuellement des plantations de greffes. L'ébourgeonnage peut débuter dès que la vigne a commencé à pousser. Cette méthode permet, en partie, de réguler les rendements. Le relevage est pratiqué lorsque la vigne commence à avoir bien poussé. En général, deux à trois relevages sont pratiqués. Pour finir avec le travail manuel à la vigne se réalise l'étape importante des vendanges.

#### Travail mécanique
L'enjambeur est d'une aide précieuse. Les différents travaux se composent du broyage des sarments ; de trou fait à la tarière, là où les pieds de vignes sont manquants ; de labourage ou griffage, réalisé dans le but d'aérer les sols et de supprimer des mauvaises herbes. De désherbage. De plusieurs traitements des vignes, réalisés dans le but de les protéger contre certaines maladies cryptogamiques (mildiou, oïdium, pourriture grise, etc.). De plusieurs rognages consistant à reciper ou couper les branches de vignes (rameaux) qui dépassent du système de palissage. Des vendanges mécaniques se réalisant avec une machine à vendanger ou une tête de récolte montée sur un enjambeur.

### Rendements
Les rendements sont pour les vins rouges de 59 hectolitres par hectare pour le rendement de base et 69 hectolitres par hectare pour le rendement butoir. Les vins rosés se situent à 63 hectolitres par hectare pour le rendement de base et à 69 hectolitres par hectare pour le rendement butoir. Les vins blancs ont droit à 65 hectolitres par hectare pour le rendement de base et 75 hectolitres par hectare pour le rendement butoir.

## Vins

### Titres alcoométriques volumique minimal et maximal
Le titre alcoométrique volumique est de 10,5 % volume au minimal et de 13 % volume au maximal.

### Vinification et élevage
Voici les méthodes générales de vinification pour cette appellation. Il existe cependant des petites différences de méthode entre les différents viticulteurs, négociants et caves coopératives.

#### Vinification en rouge
La récolte des raisins se fait à maturité et de façon manuelle ou mécanique. La vendange manuelle est parfois triée, soit à la vigne soit à la cave avec une table de tri, ce qui permet d'enlever les grappes pourries ou insuffisamment mûres. La vendange manuelle est généralement éraflée puis mise en cuve. Une macération pré-fermentaire à froid est quelquefois pratiquée. La fermentation alcoolique peut démarrer, le plus souvent après un levurage. Commence alors le travail d'extraction des polyphénols (tanins, anthocyanes) et autres éléments du raisin. L'extraction se faisait par pigeage, opération qui consiste à enfoncer le chapeau de marc dans le jus en fermentation. Plus couramment, l'extraction est conduite aussi par des remontages, opération qui consiste à pomper le jus depuis le bas de la cuve pour arroser le chapeau de marc et ainsi lessiver les composants qualitatifs du raisin. Les températures de fermentation alcoolique peuvent être plus ou moins élevées, avec une moyenne générale de 28 à 35 degrés au maximum de la fermentation. La chaptalisation est réalisée si le degré naturel est insuffisant : cette pratique est réglementée. À l'issue de la fermentation alcoolique suit l'opération de décuvage qui donne le vin de goutte et le vin de presse. La fermentation malolactique se déroule après mais est dépendante de la température. Le vin est soutiré et mis en fût ou cuve pour son élevage. L'élevage se poursuit pendant plusieurs mois (6 à 24 mois) puis le vin est collé, filtré et mis en bouteilles.

#### Vinification en blanc

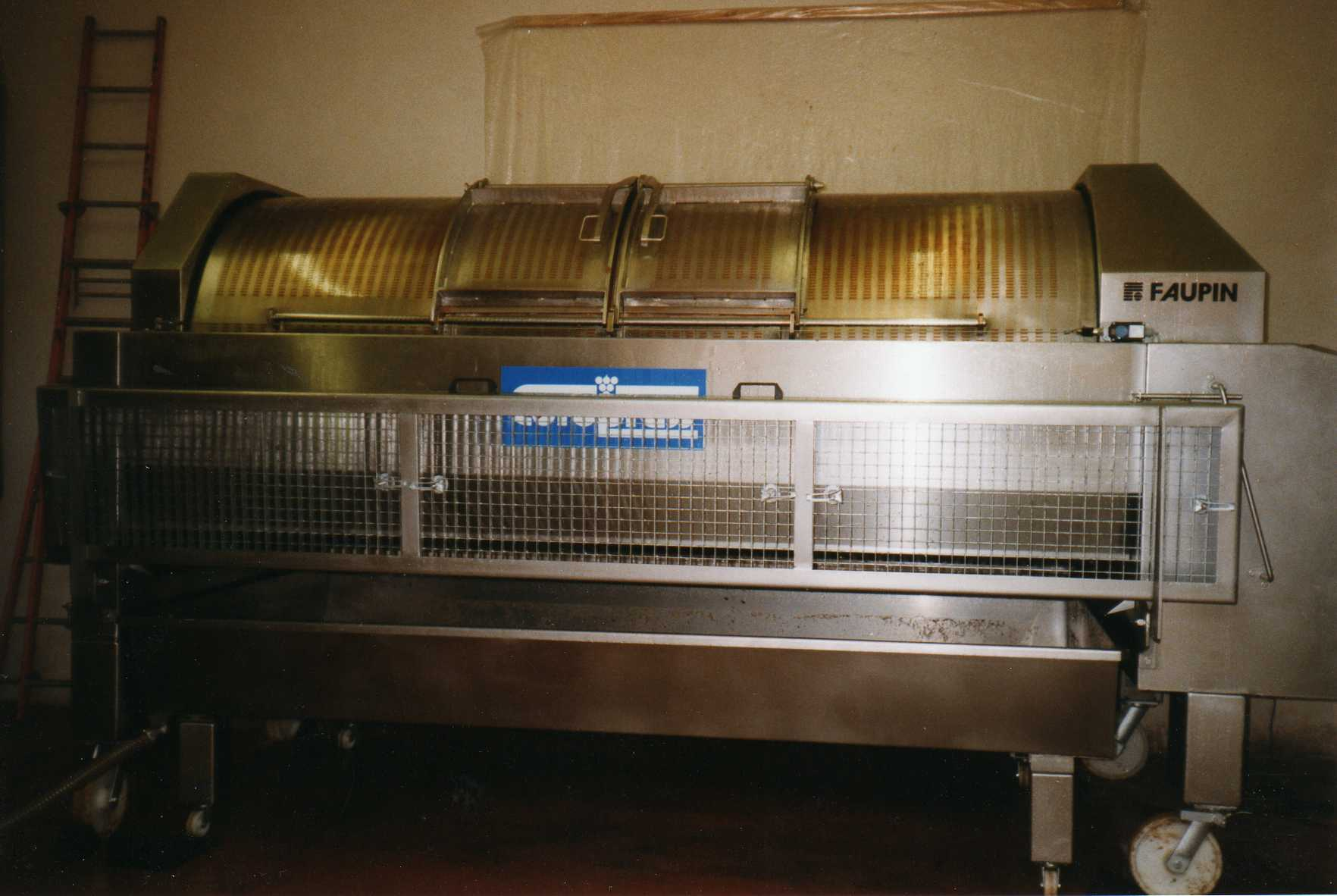
Le pressoir pneumatique servant au pressurage en 1998.

Comme pour le rouge, la récolte est manuelle ou mécanique et peut être triée. Les raisins sont ensuite transférés dans un pressoir pour le pressurage. Une fois le moût en cuve, le débourbage est pratiqué généralement après un enzymage. À ce stade, une stabulation préfermentaire à froid (environ 10 à 12 degrés pendant plusieurs jours) peut être recherchée pour favoriser l'extraction des arômes. Mais le plus souvent, après 12 à 48 heures, le jus clair est soutiré et mis à fermenter. La fermentation alcoolique se déroule avec un suivi tout particulier pour les températures qui doivent rester à peu près stables (18 à 24 degrés). La chaptalisation est aussi pratiquée pour augmenter le titre alcoométrique volumique si nécessaire. La fermentation malolactique puis l'élevage est réalisée en fûts ou en cuves. À la fin, la filtration du vin est pratiquée pour rendre les vins plus limpides. La mise en bouteille clôture l'opération.

#### Vinification en rosé
La récolte est manuelle ou mécanique. Deux méthodes sont utilisées avec soit le pressurage (rosé de pressurage), soit une mise en cuve de la vendange pour un début de macération : c'est la saignée (rosé de saignée), effectuée avec le tirage du jus de la cuve. La fermentation alcoolique se passe en cuve comme pour le blanc avec suivi de température, chaptalisation, etc. La fermentation malolactique suit généralement. L'élevage se passe en cuve, parfois en fût. Enfin, le vin est filtré et mis en bouteille.

### Terroir et vins
Les sols sablo-graveleux et argilo-calcaires (avec marnes) donnent des vins blancs de teinte jaune à reflets brillants, des arômes d'agrumes (pamplemousse...) avec une bouche fruités, sèche, franche et vive ; des vins rouges aux arômes de fruits rouges ; des vins rosés qui sont frais et gouleyants.

### Gastronomie, garde et température de service
Les vins rouges élevés en cuve inox sont souples et fruités. Ils accompagnent des viandes blanches et des volailles rôties. Ils peuvent se garder environ 2 ans et se servent légèrement frais entre 13 et 16 degrés. Les vins rouges travaillés en fût de chêne sont plus charpentés et supportent des plats tels que les viandes rouges et les gibiers et peuvent se garder quelques années (environ 5 ans).
Les vins blancs s'accordent bien avec les poissons, les crustacés et les fromages de chèvre... Leur durée de garde se situe aux alentours de 2 ans et ils se servent vers 10-12 °C degrés.
Les vins rosés issus du cépage Pinot Gris se marient bien avec du poisson grillé, la cuisine exotique et assiatique, les plats relevés et épicés, les viandes blanches... Ils sont parfaits à boire jeunes à l'apéritif mais supporteront très bien quelques années de garde (5 ans) et deviendront de surprenants vins de dessert. Ils se servent aux alentours de 10-12 degrés.

## Économie

### Commercialisation
La commercialisation de cette appellation se fait par divers canaux de vente : dans les caveaux du viticulteur, dans les salons des vins (vignerons indépendants, etc.), dans les foires gastronomiques, par exportation, dans les cafés-hôtels-restaurants (C.H.R.), dans les grandes et moyennes surfaces (G.M.S.).

### Structure des exploitations

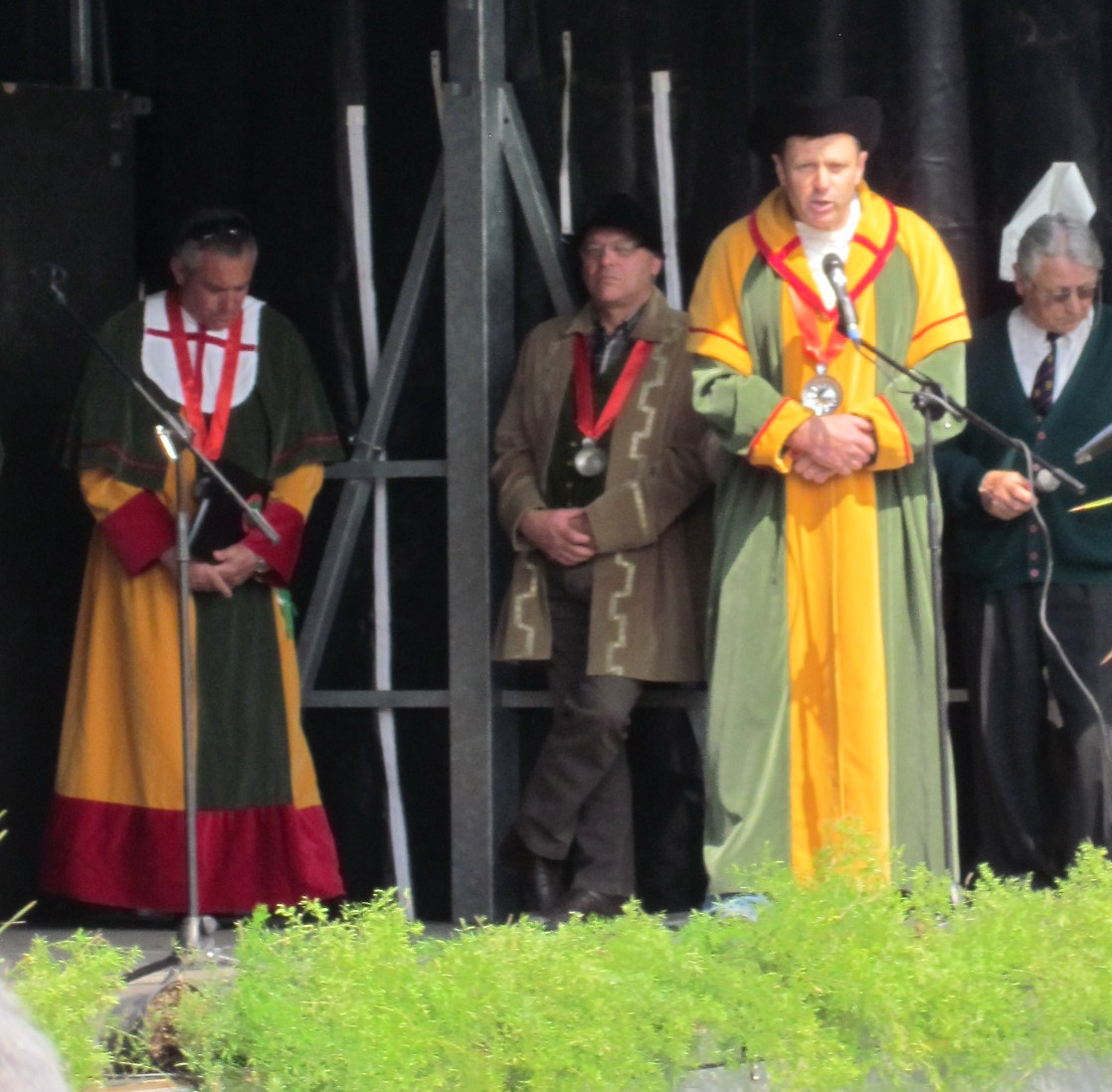
Des échansons du vignoble reuillois à l'inauguration de la « Foire aux vins en 2011.

Il existe des domaines de tailles différentes. Ces domaines mettent tout ou une partie de leurs propres vins en bouteilles et s'occupent aussi de le vendre. Les autres, ainsi que ceux qui ne vendent pas tous leurs vins en bouteilles, les vendent aux maisons de négoce. Il existe une quarantaine d'exploitations sur l'appellation avec seulement 4 exploitations de plus de 10 hectares. Seulement une poignée de vignerons ne vit seulement que de la vigne, la plupart d'entre eux cumulent différentes activités (céréaliculture...)
Il existe à Reuilly une structure commune : le Chai de Reuilly créé en 1992 sous l'impulsion d'un vigneron. Cette structure coopérative regroupe quelques vignerons qui ont décidé de vinifier leur vin ensemble. Contrairement à une coopérative classique, les raisins de chaque vigneron ne sont pas mélangés et chacun vinifie ses vins séparément et les commercialise ensuite sous sa propre étiquette. Cette structure a permis de développer la qualité des vins et a contribué au renouveau de cette appellation.
Les maisons de négoce achètent leurs vins, en général, en vin fait (vin fini) mais parfois en raisin ou en moût. Elles achètent aux domaines et passent par un courtier en vin qui sert d'intermédiaire moyennant une commission de l'ordre de 2 % à la charge de l'acheteur.

### Listes des producteurs
En 2011, cette AOC comprend : 62 producteurs avec 42 viticulteurs dont 37 d'entre eux vinifient leurs vins. Sur ces vinificateurs, il y a 31 domaines, 1 caves coopératives et 5 maisons de négociants.
En 2017 et 2018, cette AOC comprend 43 producteurs.

### Confrérie
La confrérie vineuse s'appelle la « Maîtrise des Échansons de Reuilly-en-Berry ».